# Henri de La Tour d'Auvergne-Lauraguais
Henri Godefroi Bernard Alphonse de La Tour d'Auvergne-Lauraguais, né le 21 octobre 1823 à Paris et mort le 5 mai 1871 à Angliers, est un diplomate, ministre des Affaires étrangères sous le Second Empire.
Prince pontifical, il devient 3e baron d'Empire de La Tour d'Auvergne et marquis de Saint-Paulet au décès de son père le 16 mai 1849.

## Biographie

### Vie privée
Fils de Charles Melchior Philippe Bernard de La Tour Saint-Paulet (1794-1849), devenu « de La Tour d'Auvergne » par usurpation du nom pendant la Révolution française suivie d'une modification du nom en date du 3 août 1814, puis « de La Tour d'Auvergne-Lauraguais » par une nouvelle modification en date du 21 mai 1821. Ce patronyme n'a rien à voir avec la maison de La Tour d'Auvergne originelle. Charles fut fait baron d'Empire, et portait le titre de marquis de Saint-Paulet ; il épousa Laurence Marie Louise Félicité de Chauvigny de Blot (1798-1874). Il est issu d'une ancienne famille du Lauragais (et non de Lauragais) dont un ascendant était capitoul de Toulouse. 
Henri est né dans le 1er arrondissement de Paris, il fréquente dans sa jeunesse le collège Stanislas.
Il épouse Émilie-Céleste Montault des Isles (1822-1857) le 16 août 1851 à Paris dans l'église Saint-Thomas-d'Aquin. Petite-nièce de l'évêque d'Angers Charles Montault des Îles, elle est l'héritière du château d'Angliers et du château de Glénay. Le 8 mars 1857, alors qu'il est en poste à Florence, elle meurt prématurément d'une maladie pulmonaire.
De cette union était né à Loudun, en 1852, Charles-Laurent-Bernard-Godefroy de La Tour d'Auvergne-Lauraguais (1852 - 1903).

### Carrière diplomatique
Débutant au ministère des Affaires étrangères en 1841, il est envoyé comme secrétaire d'ambassade à Rome en 1849, où il sera fait prince romain par bref pontifical du pape Pie IX le 31 octobre 1853. Néanmoins, ce titre ne sera officiellement reconnu par le Second Empire qu'en juillet 1869. 
Remarqué par l'Empereur, il est nommé ministre plénipotentiaire dans le grand-duché de Toscane en 1855. Il exerce ensuite cette même charge dans le royaume de Sardaigne en 1859, avant d'être nommé ambassadeur de France au royaume de Prusse en 1860.
Le 17 octobre 1862, il devient ambassadeur de France près le Saint-Siège en remplacement de Charles de La Valette, démissionnaire. Bien qu'apprécié du pape Pie IX (son frère, Charles-Amable, fut archevêque de Bourges), il part l'année suivante pour Londres auprès de la reine Victoria. Il y incarnera la France jusqu'en 1869. 

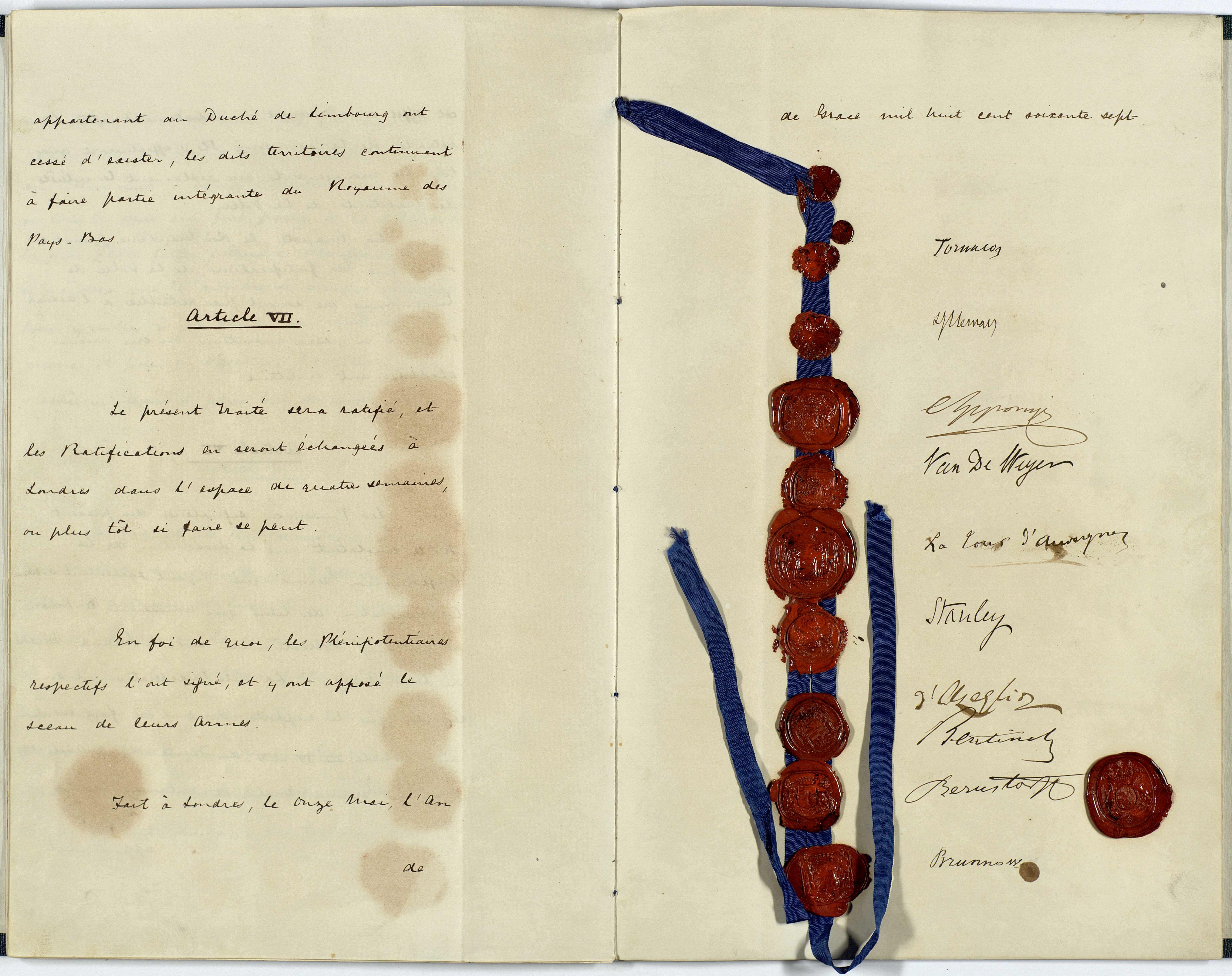
Traité de Londres de 1867, rédigé et signé par le Prince Henri de La Tour d’Auvergne-Lauraguais au nom de l’Empire Français

Il y représente notamment l'Empereur Napoléon III à la Conférence de 1867, convoquée par le Tsar Alexandre II pour enrayer une guerre Franco-Prussienne autour du statut du Luxembourg. Rédacteur et signataire du traité réaffirmant la neutralité du grand-duché et son affiliation aux Pays-Bas, il sera fait chevalier de l'ordre du Lion d'or de la maison de Nassau. L'empereur l'élèvera à la dignité de grand-croix de l'ordre de la Légion d'honneur quelques mois plus tard.

### Carrière politique

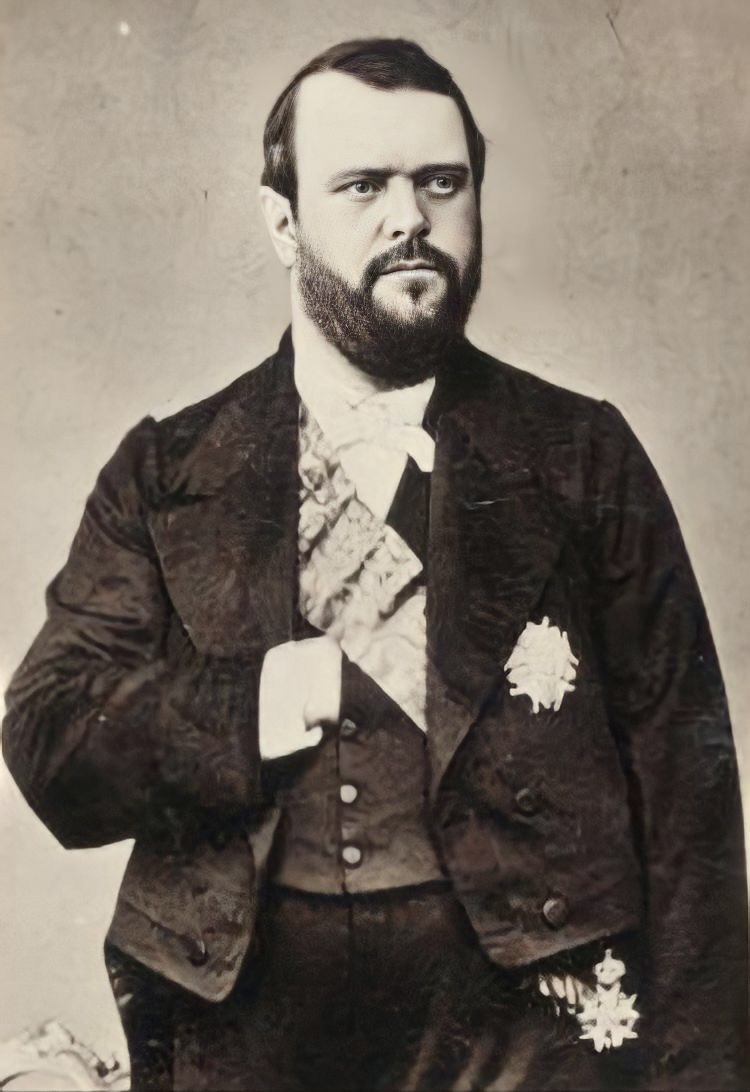
Prince Henri de La Tour d'Auvergne-Lauraguais, ministre des Affaires étrangères, vers 1869

Henri de la Tour d'Auvergne-Lauraguais est élu président du Conseil général de la Vienne de 1862 à 1869. 
Nommé au ministère des Affaires étrangères le 17 juillet 1869 , il succède au marquis de La Valette, dans le cabinet de transition du gouvernement Louis-Napoléon Bonaparte. Ses opinions cléricales conservatrices étant bien connues, son arrivée est bien accueillie par le parti catholique car elle équilibre les tendances libérales des autres ministres. Il s'y maintient jusqu'au 2 janvier 1870.
Nommé sénateur aussitôt après la démission du ministère, il rejoint Vienne le 16 juillet 1870 en tant qu'ambassadeur de France en Autriche-Hongrie. Il est rappelé un mois plus tard pour reprendre les fonctions de ministre des Affaires étrangère dans l'éphémère gouvernement Charles Cousin-Montauban du 10 août 1870 au 4 septembre 1870 et assiste à l'effondrement du Second Empire.

### Fin de vie
Il meurt au château d'Angliers le 5 mai 1871 à l’âge de 47 ans. Ses obsèques ont lieu le 9 mai dans l'église Saint-Martin d'Angliers, et il est inhumé dans la crypte familiale du château de Saint-Paulet, dans l'Aude. Le domaine d'Angliers est vendu peu après sa mort, en 1884. Son épouse repose dans la crypte de l'église de Sammarçolles.

## Distinctions
- Grand-croix de la Légion d'honneur le 10 août 1867
- Grand-croix de l'ordre de Pie IX
- Grand-croix de l'ordre des Saints-Maurice-et-Lazare
- Grand-croix de l'ordre de la Maison ernestine de Saxe
- Grand-Croix de l'ordre du Faucon Blanc de Weimar
- Grand-croix de l'ordre de l'Aigle rouge de Brandebourg
- Chevalier de l'ordre du Lion d'or de la maison de Nassau[6] le 6 avril 1867 (76e membre)
- Commandeur de l'ordre de Saint-Grégoire-le-Grand